# أدريان سيكورا
أدريان سيكورا (بالبولندية: Adrian Sikora)‏ هو لاعب كرة قدم بولندي في مركز الهجوم، ولد في 19 مارس 1980 في Ustroń ‏ في بولندا. شارك مع منتخب بولندا لكرة القدم. أما مع النوادي، فقد لعب مع بياست غليفيتسه وبييلسكو بياوا ودايسكوبوليا غرودجيسك ويلكوبولسكي وريال مورسيا وغورنيك زابجه ونادي أبويل.

## وصلات خارجية
- أدريان سيكورا على موقع قاعدة بيانات كرة القدم.إي يو (الإنجليزية)
- أدريان سيكورا على موقع ناشيونال فوتبول تيمز (الإنجليزية)
- أدريان سيكورا على موقع Soccerway.com (الإنجليزية)
- أدريان سيكورا على موقع عالم كرة القدم.نت (الإنجليزية)